# جيمس ماديسون باركر
جيمس ماديسون باركر (بالإنجليزية: James Madison Barker)‏ هو مصرفي أمريكي، ولد في 1886، وتوفي في 1974.